# Prémio de Visão António Champalimaud
Der Prémio de Visão António Champalimaud (engl.: Champalimaud Vision Award) ist ein von der portugiesischen Fundação Champalimaud vergebener Medizinpreis. Er wird seit 2007 jährlich an Personen und Einrichtungen vergeben, die Erfolge im Kampf gegen Blindheit erreichten.
Mit einem Preisgeld von einer Million Euro ist er der weltweit höchstdotierte Preis auf dem Gebiet der Augenheilkunde.

## Bisherige Preisträger
- 2007: Aravind Eye Care System (Indien)
- 2008: Jeremy Nathans und King-Wai Yau (Universität Johns Hopkins)
- 2009: Helen Keller International
- 2010: Anthony Movshon (Universität New York) und William Newsome (Universität Stanford)
- 2011: African Program for Onchocerciasis Control
- 2012: James Fujimoto, David Huang, Carmen Puliafito, Joel Schuman, Eric A. Swanson und David R. Williams
- 2013: Tilganga Institute of Ophthalmology, Nepal Netra Jyoti Sangh, Eastern Regional Eye Care Programme, Lumbini Eye Institute (alle Nepal)
- 2014: Napoleone Ferrara, Joan W. Miller, Evangelos S. Gragoudas, Patricia A. D’Amore, Anthony P. Adamis, George L. King, Lloyd P. Aiello
- 2015: Kilimanjaro Centre for Community Ophthalmology (KCCO), Seva Foundation und Seva Canada
- 2016: Christine Holt, Carol Mason, John Flanagan und Carla Shatz
- 2017: Sightsavers, Christoffel-Blindenmission
- 2018: Jean Bennett, Albert Maguire, Robin Ali, James Bainbridge, Samuel Jacobson, William W. Hauswirth, T. Michael Redmond
- 2019: Instituto da Visão-IPEPO, Altino Ventura Foundation, UNICAMP Ophthalmology Service
- 2022: Gerrit Melles, Claes Dohlman
- 2023: St. John of Jerusalem Eye Hospital
- 2024: Margaret Livingstone, Nancy Kanwisher, Doris Tsao, Winrich Freiwald[1]